# Ganting (Padang Panjang Timur)
Ganting is een bestuurslaag in het regentschap Padang Panjang van de provincie West-Sumatra, Indonesië. Ganting telt 2063 inwoners (volkstelling 2010).